# Theileria parva
Theileria parva należy do królestwa Protista, rodziny Theileriidae, rodzaj Theileria wywołuje u bydła chorobę pasożytniczą – teileriozę zwaną gorączką wschodniego wybrzeża Afryki. Theileria parva w krwinkach czerwonych występuje jako pałeczkowaty trofozoit o wielkości 1,5-2 µm.